# Орга (журнал)

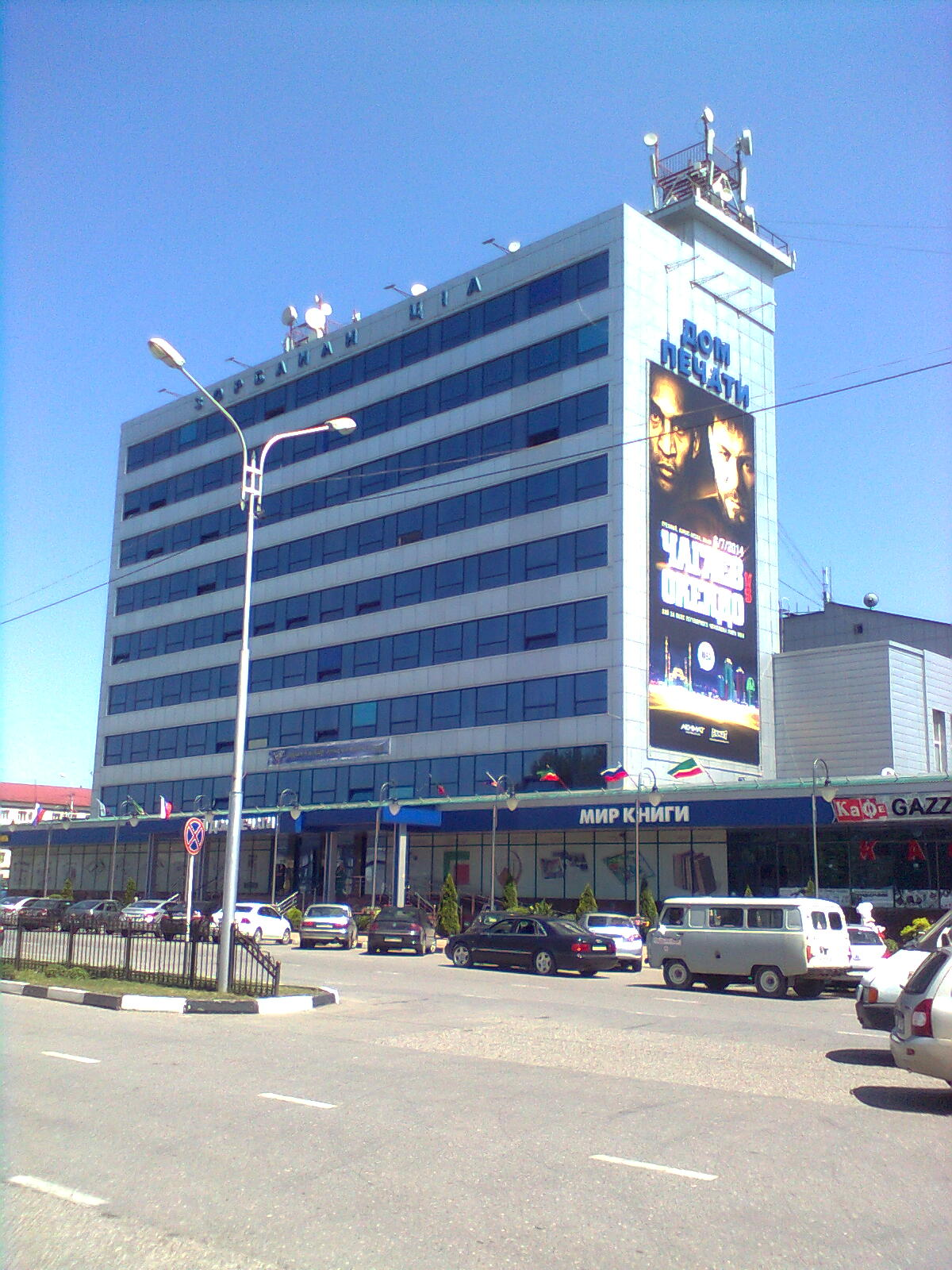
Здание Дома печати, в котором размещается редакция.

«О́рга» (чеченское название реки Аргун) — ежемесячный литературно-художественный журнал на чеченском языке. Тираж 5000 экземпляров, формат A4.
Журнал печатает поэзию, прозу, публицистику, литературно-критические, исторические, научные и иные материалы чеченских писателей и учёных.
Начал издаваться в 1958 году. Его главными редакторами в разное время были известные чеченские писатели, такие как Магомет Мамакаев, Шайхи Арсанукаев, Алвади Шайхиев, Муса Ахмадов (1991—1993), поэт Ильман Юсупов (1993—1994), Лёма Ибрагимов (1999—2002).
После перерыва, связанного с войной, издание журнала было возобновлено в 1995 году. Главным редактором был писатель Ислам Эльсанов. Второй раз издание было возобновлено уже после второй военной кампании. Журнал возглавила журналистка Сацита Юсупова.
До своей смерти в 2023 году главным редактором журнала был писатель, литературный критик и переводчик Эльбрус Минкаилов.
По состоянию на 2025 год главным редактором является Зарина Алиева.